# Eclissi solare del 3 gennaio 1927
L'eclissi solare del 3 gennaio 1927 è un evento astronomico che ha avuto luogo il suddetto giorno attorno alle ore 20.22 UTC. L'eclissi, di tipo anulare, è passata attraverso la Nuova Zelanda, Cile, Argentina, Uruguay e Brasile, mentre l'eclissi solare parziale ha coperto il Pacifico centrale e meridionale, la maggior parte del Sud America e alcune aree circostanti.

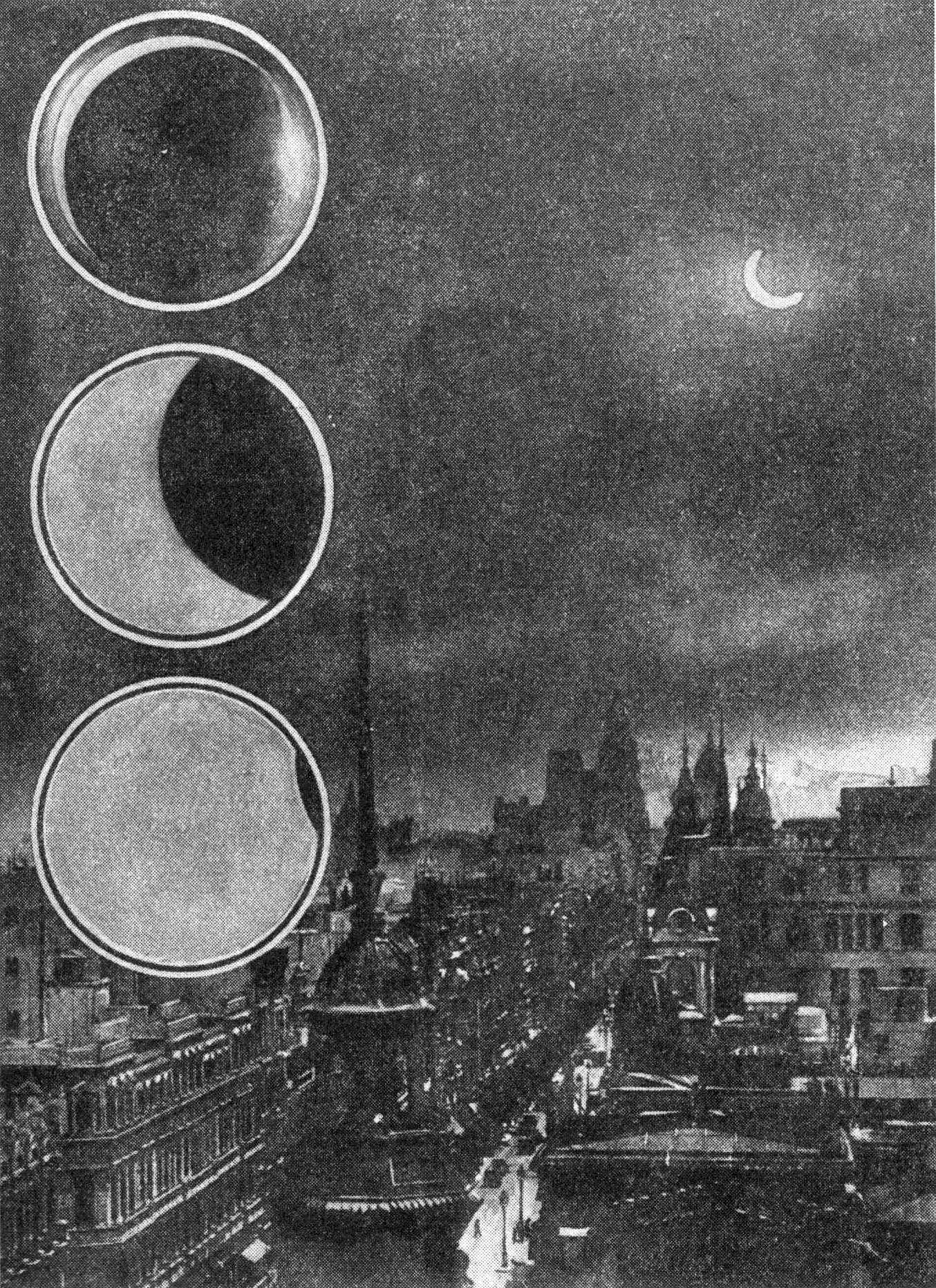
Eclissi del 3 gennaio 1927 da Buenos Aires, Argentina. Parzialità dall'evento anulare

L'eclissi è durata 3 secondi.

## Eclissi correlate

### Eclissi solari 1924 - 1928
Questa eclissi è un membro di una serie semestrale. Un'eclissi in una serie semestrale di eclissi solari si ripete approssimativamente ogni 177 giorni e 4 ore (un semestre) in nodi alternati dell'orbita della Luna.

### Ciclo di Saros 140
L'eclissi fa parte del ciclo Saros 140, che si ripete ogni 18 anni, 11 giorni e comprende 71 eventi. La serie è iniziata con un'eclissi solare parziale il 16 aprile 1512. Comprende eclissi totali dal 21 luglio 1656 al 9 novembre 1836, eclissi ibride dal 20 novembre 1854 al 23 dicembre 1908 ed eclissi anulari dal 3 gennaio 1927 al 7 dicembre 2485. La serie termina al membro 71 con un'eclissi parziale il 1º giugno 2774. La durata più lunga di un'eclissi nella serie è stata di 4 minuti e 10 secondi avvenuta in occasione dell'eclissi totale di sole il 12 agosto 1692 (2 agosto nel calendario Giuliano).